# Пофалдовник трикутний
Пофалдовник трикутний (Rhytidiadelphus triquetrus) — вид мохів порядку гіпнобрієвих (Hypnales).

## Поширення
Ареал охоплює такі частини світу: Європа, Макаронезія, Північна Америка, Азія.
Населяє ґрунт, гумус, рідше на колодах і скелях, ліси від сухого дуба/гікорі до вологих туєвих боліт, найчастіше в північних хвойних лісах; на висотах від 0 до 2000 метрів.

## Характеристика

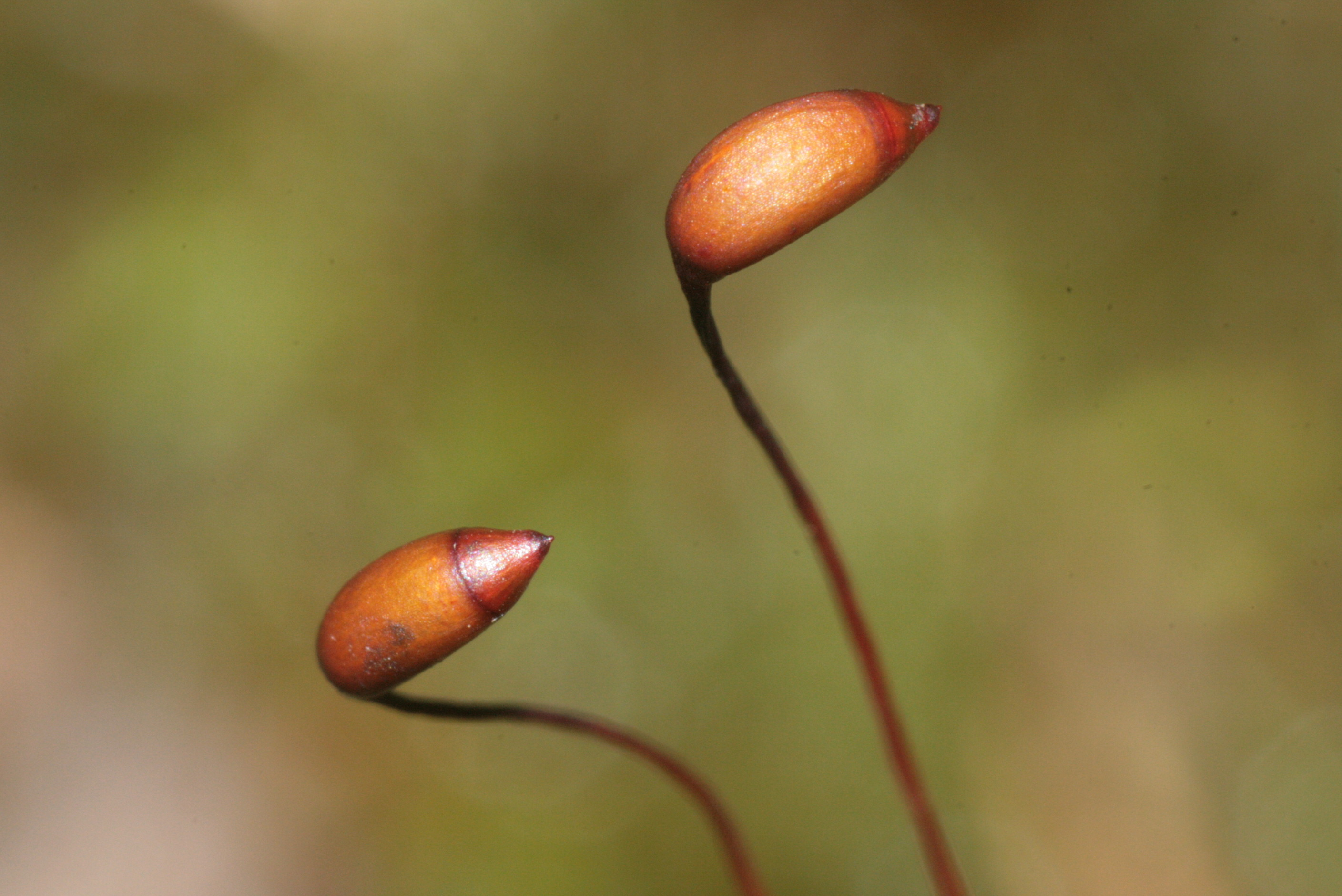

Рослини до 20 см, грубі. Стебла 3–8 мм ушир, нерівно- або нерівно-перисторозсічені. Стеблові листки широко-розпростерті, скупчені на верхівках стебла, яйцювато-трикутні, складчасті, 3.2–4.9 × 1.6–2.5 мм; верхівка поступово звужена, загострення широке, плоске (іноді складчасте). Листки гілок від яйцеподібних до ланцетних, 1.8–3.1 × 0.7–1.6 мм. Коробочка видовжено-циліндрична, 1.8–3.5 мм.